# 映像学部
映像学部（えいぞうがくぶ）は、大学の学部の一つ。 映像文化、映像制作、映像プロデュース、映像テクノロジーといった領域で映画、批評、ビジネス理論、CG、メディアアート、アーカイブなど映像にまつわる広い内容を学ぶことを目的に設置される。

## 概要
日本では立命館大学のみが設置している。名称は異なるが、映像に関する学部・学科は他大学にも存在する。
立命館大学映像学部の進路としては、映像関連では制作会社、web関連会社、広告代理店、マスコミなど。一般企業、公務員への就職も多い。大学院は国内の大学院の他、海外の大学院を目指す者もいる。他、起業や作家を目指す者もいる。

## 映像学部を置く大学
- 立命館大学映像学部

## 映像に関連した学部や研究科を置く大学・大学院

### 映像学科
- 東北芸術工科大学デザイン工学部映像学科
- 東京工芸大学芸術学部映像学科
- 武蔵野美術大学造形構想学部映像学科
- 立命館大学映像学部映像学科
- 大阪芸術大学芸術学部映像学科

### 映画学科
- 日本大学芸術学部映画学科
- 日本映画大学映画学部映画学科
- 京都芸術大学芸術学部映画学科

※映画学校#大学・大学院も参照

### 写真学科
- 東京工芸大学芸術学部写真学科
- 日本大学芸術学部写真学科
- 大阪芸術大学芸術学部写真学科

### その他
- 千葉大学工学部 総合工学科デザインコース情報コミュニケーション教育研究領域[注釈 1]
- 駿河台大学メディア情報学部メディア情報学科映像・音響分野
- 尚美学園大学芸術情報学部情報表現学科音響・映像・照明コース
- 城西国際大学メディア学部メディア情報学科
- 大正大学表現学部表現文化学科放送・映像メディアコース
- 帝京平成大学人文社会学部人間文化学科メディア文化コース
- 東京藝術大学大学院映像研究科
- 東京工芸大学芸術学部アニメーション学科
- 日本大学芸術学部放送学科
- 立教大学現代心理学部映像身体学科
- 早稲田大学文学部演劇映像コース
- 金沢学院大学芸術学部芸術学科映像専攻
- 愛知淑徳大学創造表現学部創造表現学科メディアプロデュース専攻
- 名古屋学芸大学メディア造形学部映像メディア学科
- 名古屋文理大学情報メディア学部情報メディア学科映像メディアコース
- 京都精華大学マンガ学部アニメーション学科
- 京都精華大学メディア表現学部メディア表現学科イメージ表現専攻
- 羽衣国際大学現代社会学部放送・メディア映像学科
- 大阪芸術大学芸術学部放送学科
- 神戸芸術工科大学芸術工学部映像表現学科
- 福山大学人間文化学部メディア・映像学科
- 四国大学経営情報学部メディア情報学科メディアデザインコース
- 九州産業大学芸術学部写真・映像メディア学科、芸術表現学科メディア芸術専攻
- 日本文理大学工学部情報メディア学科メディアデザインコース